# 菊地儀之助
菊地儀之助（きくち ぎのすけ、1877年（明治10年）?11月3日（戸籍上では1881年（明治14年）6月1日）-1961年（昭和36年））は、北海道美幌のアイヌ。首長の家系に生まれ、アイヌ語やアイヌ文化を伝承した。アイヌ語美幌方言最後の話者。

## 生涯
1877年、クビタイ Kupitay（網走郡美幌村字クビタイ、現・美幌町福住と同町都橋の間）に生まれる。生地はトピニタイともいう。若い頃は夏には地上の家「サクチセ」に、冬は半地下の竪穴建物「トイチセ」に住んだ。アイヌ名はウカイセ、パシユエサン、パシュイサン、パスイエサン、イサンテク（優秀という意味、何を作っても上手に作れたことから）。
12、3歳頃にアシㇼペックシ 'Asirpetkusi（網走郡美幌村字アシリペツクシ、現・美幌町野崎）に移住した。30歳前後で、札幌で生まれ旭川育ちの女性と結婚した。この女性は知里真志保の遠縁であった。アイヌ語美幌方言の話者、アイヌ文化伝承者として多くの研究者の調査に協力、『アイヌ語方言辞典』の編纂などに貢献した。

## 家族
- 祖父 - ウィントク（ウエンドク、菊地ウエントゥク）：釧路・白糠・足寄・根室・阿寒・美幌を支配した首長[8]。
- 父 - イカㇰレカ（菊地儀八）（-1925年）：クビタイの人。ウィントクの後を継いで美幌の首長となる[8]。
- 母 - 菊地テル：タッコㇷ゚ Takkop（網走郡達媚村、現・津別町）の人[1]。
- 叔父 - イタㇰヨ（菊地儀七）：イカㇰレカの弟。兄の後を継いで美幌の首長となる[8]。
- 叔母 - チャレヌㇺ（チャレヌン、菊地クラ[10]）：母・テルの妹であり叔父・イタㇰヨの妻。サコㇿペ（口承文芸）に優れた[8]。
- 姉妹 - 菊地ハル：夫は岩手の和人・栄八。六人の子を儲けた[8]。
- 甥 - 菊地股吉（1912年-）：菊地ハルの次男。美幌の古老としてアイヌ文化を伝承[8]。
- 従妹 - 日下ユキ（1911年6月19日-）：イタㇰヨとチャレヌㇺの子。アイヌ文化伝承者。夫は美幌町美富に入植し開拓に従事した[11]日下万蔵[12]。